# Gansbauch

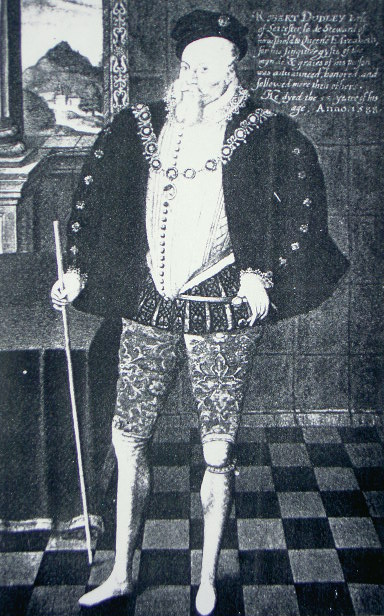
Robert Dudley, 1. Earl of Leicester, mit Gänsebauch und Kniehose, um 1588

Der Gansbauch (Gänsebauch, franz. panseron à la polonaise, auch à la poulaine, Schiffsschnabel) war im 16. Jahrhundert Bestandteil der Herrenmode in der Spanischen Tracht. Es handelte sich dabei um ein Wams mit einer über die Taille reichenden verlängerten Spitze, die eine künstliche Bauchwölbung schuf. Der senkte sich vorn in eine Spitze tief herab und war nach der Mitte zu mit Baumwolle und Pferdehaar ausgestopft und hing somit wie ein Polster vor der Brust und dem Bauch herab. Der Gänsebauch kam um 1567 in Frankreich und Spanien auf und wurde auch von den Landsknechten mit Riemen um die Achseln befestigt wie einen Brustpanzer als selbständiges Stück getragen als Imitation des Plattenharnischs an einer Ritterrüstung. Auch der Eisenharnisch nahm diese Form an. 
In Frankreich und in den Niederlanden war er 1570 bis 1590 in Mode, er wurde aber auch von einigen deutschen und englischen Adligen getragen.
Möglicherweise wurde der Gänsebauch von dem französischen König Heinrich III. erfunden, wofür die französische Bezeichnung des Kleidungsstücks sprechen würde, es ist aber letztlich nicht sicher. In jedem Fall hat er ihm zu großer Popularität verholfen. Dieses modische Attribut sollte den Herren optisch mehr Stattlichkeit verleihen. Die Landsknechte griffen diese Mode auf, die bei ihnen auch eine gewisse Schutzfunktion als Kugelfang gehabt haben mag. Nach 1600 endete die Mode des ausgestopften Wamses als auch der wattierten Hose.